# ضغط دم شرياني
ضغط الدم الشرياني هو مصلح يُطلق على طريقة قياس ضغط الدم داخليًا عن طريق إدخال قسطرة حساسة في الشريان. توفر هذه الطريقة قياس دقيق لمستوى ضغط الدم الحالي عند المريض. عادة ما تُستخدم هذه الطريقة في الحالات التي يُتوقع حدوث تغييرات سريعة في ضغط دمها.